# Dan Åkerhielm
Dan Vincent Åkerhielm, född den 11 juni 1863 i Riseberga församling, Kristianstads län, död 16 mars 1931 i Oscars församling, Stockholms stad, var en svensk friherre och tidningsman.

## Biografi
Åkerhielm tillhörde ätten Åkerhielm af Margrethelund, och var son till kyrkoherden Carl Erik Fabian Oscar Åkerhielm och Johanna Sofia Karlström. Han avlade studentexamen vid Katedralskolan i Lund 1880 och blev samma år student vid Lunds universitet. Han tog ingen akademisk examen utan kom i stället att successivt övergå till en karriär inom journalistiken. Han var redaktionssekreterare vid Morgonbladet i Malmö 1887–1891 och blev därefter chefredaktör och ansvarig utgivare för Svenska Dagbladet 1891–1893. Därefter arbetade han några år som medarbetare i Stockholms Dagblad (1893–1896) och i Landskronaposten (1896–1897) innan han ånyo blev chefredaktör, denna gång för Norrköpings Tidningar 1898–1899. Han blev senare redaktör också för Gefle-Posten (1906–1912) och var även medarbetare i Nya dagligt allehanda 1913–1931.
Dan Åkerhielm är begravd på Norra begravningsplatsen utanför Stockholm. Han var från 1906 gift med journalisten och författaren Annie Quiding (1869–1956) och fick med henne sonen Helge (1910–1968).